# Arroyo del Bagre
Der Arroyo del Bagre ist ein im Süden Uruguays gelegener Fluss.
Der linksseitige Nebenfluss des Río de la Plata entspringt auf dem Gebiet des Departamentos Canelones nahe dem Cerro Piedras de Afilar. Von dort fließt er in kurvigem Verlauf nach Süden und mündet zwischen Guazú-Virá und San Luis in den Río de la Plata.